# Ночь живых мертвецов (фильм, 1990)
«Ночь живых мертвецов» (англ. Night of the Living Dead) — американский фильм ужасов 1990 года режиссёра Тома Савини, ремейк одноимённого фильма 1968 года. Премьера фильма состоялась 19 октября 1990 года. В США фильм собрал 5 835 247 долларов, из них в первый уик-энд проката — 2 884 679 долларов.

## Сюжет
По унылой и пустынной пригородной дороге медленно едет автомобиль. В нём Барбара и её брат Джонни, приехавшие издалека на местное кладбище, чтобы посетить могилу матери. Припарковав машину, они находят могилу на дальнем конце кладбища, которое в этот момент выглядит совершенно безлюдным, и возлагают цветы. Барбара недоумевает, почему цветы каждый год куда-то пропадают с могилы. Ей немножко страшновато и жутко на кладбище. Заметив это, Джонни начинает добродушно подшучивать над ней, притворяясь, что кругом прячутся мертвецы, хотя вокруг никого нет, кроме одинокого и безобидного старика которого они заметили на другом конце кладбища.
Джонни, увидев, что мужчина направляется к ним, притворно-зловещим голосом начинает подтрунивать над сестрой: «Барбара, вот он тебя сейчас схватит!» Барбара пугливо и рассерженно отмахивается от него, что очень забавляет Джонни. Сестре не терпится поскорее покинуть это место и отправиться в обратный путь. Но Джонни, который всё ещё в шутливом настроении, прячется от неё за деревом, видя как странный хромой старик  приближается к Барбаре. Барбара очень смущена выходками своего брата и хочет извиниться перед незнакомцем, но в это время другой странный уродливый мужчина, подойдя к ней, неожиданно набрасывается на неё и начинает её душить. Джонни, увидев это, бросается на помощь сестре и пытается остановить злоумышленника. Однако тот резко отталкивает его, и Джонни падает на могильную плиту, сильно ударившись о неё головой. Из его головы начинает сочиться кровь.
Увидев, что её брат мёртв, Барбара на несколько секунд замирает от ужаса. Между тем мужчина-зомби снова начинает приближаться к ней. Придя в себя, она в шоке убегает от монстра, но тот медленно, но неумолимо ковыляет за ней. Отбросив туфли, Барбара босиком бежит по пустому кладбищу, то и дело оглядываясь, спотыкаясь и падая. Покинув кладбище и перебежав близлежащее поле, она замечает вдали небольшой дом. Подбежав к дому, она отчаянно стучит в дверь, но ей никто не отвечает. Отворив дверь, Барбара входит в дом и запирается изнутри. Она всё ещё в шоке и тщетно пытается осмыслить, что произошло.
Чуть позже к дому на своём грузовике подъезжает молодой чернокожий мужчина, который тоже пытается спастись от мертвецов-зомби. Он убивает несколько зомби, находящихся в доме и на улице, и рассказывает Барбаре, что по какой-то причине мертвецы ожили и начали охотиться на живых людей.
Вскоре Барбара и Бен выясняют, что в доме, помимо них, находится семейство Куперов (Гарри, Элен и их дочь Сара), а также пара Том и Джуди. По предложению Бена они начинают укреплять дом, забивая досками окна и двери. Купер, однако, отказывается работать, ссылаясь на то, что подвал — это самое безопасное место в доме и всем нужно спрятаться там. Затем ночью начинается нашествие зомби.
Сначала мертвецов вокруг дома не очень много, но вскоре их число увеличивается. Бен, Том, Барбара и Джуди едва успевают забивать все окна. Вскоре у них заканчиваются все деревяшки, и Бен с Томом идут наверх. Найдя в одной из комнат телевизор, они включают его и видят передачу чрезвычайного оповещения, сообщающую, что не одни они в беде. Собрав доски наверху, мужчины пытаются найти что-нибудь в подвале, Купер не хочет их пускать, но после угроз Бена и уговоров Элен открывает дверь. Бен видит их раненую дочь и на просьбу Элен о помощи предлагает Гарри поискать ключи от бензоколонки. Элен тут же бросается наверх и начинает искать ключи. Тем временем несколько мертвецов всё-таки чуть не пролезают в дом, в одном из них Джуди узнаёт их соседа. Пока все отбивают нападение, а Элен ищет ключи, Купер слышит телевизор сверху. Никому ничего не сказав, он несёт телевизор вниз и сталкивается с Беном, который, не поняв его благих намерений, решает, что тот тащит телевизор в подвал, и затевает драку, в результате которой телевизор падает и ломается. В это время Элен находит какие-то ключи, после чего Бен, Том и Джуди на грузовике предпринимают попытку прорыва к бензоколонке. Во время поездки при резком повороте Бен выпадает из кузова, оставив там горящий факел, которым он отбивался от мертвецов. Том и Джуди, доехав до бензоколонки, пытаются открыть замок, но ключ оказывается не тем, Том пытается отстрелить замок из ружья и в итоге сжигает бензоколонку вместе с собой, Джуди и машиной.
Бен возвращается назад в дом, а там уже умерла и воскресла дочь Куперов, которая убивает спустившуюся проведать её Элен. Купер же пытается отнять у Барбары ружьё, когда Бен вламывается в дом. Купер отнимает у девушки ружьё и идёт к подвалу. Но за Беном влез мёртвый полицейский с пистолетом в кобуре. Забив его подручным средствами, Бен пытается вытащить револьвер, и тут Купер, не дошедший до подвала, встречает свою дочь-зомби. Бен требует застрелить девочку, а когда Купер отказывается, делает это сам, после чего между обоими начинается ожесточённая перестрелка. Оба ранят друг друга, Купер прячется на чердаке, Бен уползает в подвал, предварительно расчистив выстрелами из револьвера дорогу для Барбары, которая решает прорваться сквозь еле бредущих мертвецов бегом. В подвале Бен убивает обратившуюся Элен. Он находит в подвале радио, включив которое слышит запоздалое подтверждение о том, что мертвые действительно оживают и смеётся над этим, тут же он находит ключи от бензоколонки и осознав, что можно было спасти всех, кто был с ним в доме, истерически хохочет над иронией судьбы.
Барбару спасает группа охотников. Утром она с ними возвращается к дому, где уже вовсю идёт зачистка от мертвецов. Она с горечью замечает, что многие люди устроили развлечение из живых мертвецов, вешая их на деревьях, устраивая бои с ними в загоне и т. д. Она не успевает помочь Бену, тот уже умер в подвале от ран и обратился в зомби, поэтому его пришлось застрелить. В доме она встречает спустившегося с чердака Купера и убивает его. Сопровождавшие её люди не видели, что она убила живого, и, поверив ей, что это ещё один зомби, уносят его на улицу, чтобы сжечь на костре с другими трупами.
Далее Барбара выходит на крыльцо и смотрит на происходящие перед ней безобразия.

## В ролях
- Патриша Толлман — Барбара
- Тони Тодд — Бен
- Том Таулз — Гарри Купер
- МакКи Андерсон — Элен Купер
- Хезер Мазур — Сара Купер
- Кэти Финнеран — Джуди
- Билл Батлер — Том
- Билл Моусли — Джонни

## Съёмки
Съёмки фильма проходили в период с 23 апреля по 8 июня 1990 года. По первоначальному замыслу режиссёра повествование фильма должно было сначала идти в чёрно-белом цвете, впоследствии переходя в полноценную цветовую гамму, однако Савини отказался от этой идеи. Кроме того, Савини изначально хотел заполучить более способствующий для распространения фильма рейтинг, в связи с чем пришлось вырезать несколько моментов фильма.
Впоследствии Савини был недоволен съёмками фильма, иногда даже от него открещиваясь. По его словам, для фильма недоставало бюджета, многие его идеи отвергались и т. д. Даже получение рейтинга проходило в отсутствие самого режиссёра, что является нарушением правил гильдии режиссёров.
В качестве зомби было всего задействовано около 150 человек. Кроме того, в фильме приняла участие реальная хозяйка снимаемого дома — пожилая женщина-зомби в фиолетовой кофте (41-я минута фильма).

## Связи и отличия от оригинала
По сравнению с оригинальным фильмом 1968 года, который был чёрно-белым, данный фильм выдержан в цвете. Сюжет фильма очень точно соответствует сюжету оригинала, однако всё же есть небольшие изменения, в частности, было изменено имя дочери Гарри и Элен с Карен на Сара, изменён был финал фильма. Так же была переработана героиня Барбара, которая в оригинальном фильме находилась в шоковом состоянии и не предпринимала активных действий.
В оригинальном фильме Бен сразу же, после приезда, начинает забивать окна и двери. В данном фильме Бен и Барбара долго разговаривают о происходящем, и укреплять дом начинают позже — после того как Том и Купер выходят из подвала.
Кроме того, над фильмом работали некоторые создатели, приложившие своё мастерство к созданию оригинала: в основу сценария был положен оригинальный сценарий Джорджа Ромеро и Джона Руссо, они же стали, вместе с продюсером оригинала Расселом Штайнером, продюсерами данного фильма. Также для оригинала гримом должен был заниматься Том Савини (режиссёр данного фильма), но был призван для военных действий во Вьетнаме.